# Orange Bowl 2015
Match précédent Match suivant
L'Orange Bowl 2015 est un match de football américain de niveau universitaire joué après la saison régulière de 2015, le 31 décembre 2015 au Sun Life Stadium de Miami Gardens en Floride. 
Il s'agit de la 82e édition de l'Orange Bowl et pour la première fois de son histoire, il compte comme demi-finale du College Football Playoff. Son vainqueur affrontera le vainqueur du Cotton Bowl 2015 lors du College Football Championship Game 2016.
L'Orange Bowl 2015 met en présence les équipes des #4 Sooners de l'Oklahoma issus de la Big 12 Conference Conference et des #1 Tigers de Clemson issus de la Atlantic Coast Conference.
Il débute à 16:10 heure locale et est retransmis en télévision sur ESPN et ESPN Deportes et en radio sur ESPN Radio et XM Satellite Radio.
Sponsorisé par la société Capital One (une société d services financiers), le match est officiellement dénommé le College Football Playoff Semifinal at the Capital One Orange Bowl..

## Présentation du match
| Équipes | Conférences | Entraîneurs  | Stats. saison rég. |
| --- | ----------- | ------------ | ------------------ |
| #4 Sooners de l'Oklahoma                                                                                     | Big 12      | Bob Stoops   | 11-1               |
| #1 Tigers de Clemson                                                                                         | ACC         | Dabo Swinney | 13-0               |
| Arbitre : Mike Cannon (Big Ten Conference) Équipe donnée favorite par les bookmakers : Oklahoma à 3½ contre1 |             |              |                    |

Il s'agit de la 5e rencontre entre ces deux équipes, la dernière ayant eu lieu en 2014 et la victoire de Clemson lors du Russell Athletic Bowl 2014 par le score de 40 à 6. Les équipes comptent 2 victoires chacune.

### Sooners de l'Oklahoma
Avec un bilan global en saison régulière de 11 victoires et 1 défaites et en matchs de conférence de 8 victoires et 1 défaite (contre Texas), #4 Sooners de l'Oklahoma remporte la Big 12 Conference.
À l'issue de la saison régulière 2015, ils seront classés #4 aux classements CFP et AP et #3 au classement Coaches.
Il s'agit de leur 1re apparition à une demi-finale de College Football Playoff et de leur 19e apparition à l'Orange Bowl (12 victoires pour 6 défaites).

### Tigers de Clemson
Avec un bilan global en saison régulière de 13 victoires sans défaite (8 victoires en matchs de conférence), Clemson remporte l'Atlantic Coast Conference. C'est le seul programme de FBS à avoir terminé la saison régulière invaincu.
À l'issue de la saison régulière 2015, ils seront classés #1 aux classements CFP, AP et Coaches
Il s'agit de leur 1re apparition à une demi-finale de College Football Playoff et de leur 5e apparition à l'Orange Bowl (3 victoires pour 2 défaites).
Avec leur entraîneur Dabo Swinney, les Tigers ont remporté au moins 10 matchs par année lors des 5 dernières saisons.

## Résumé du match
Début du match à 16:10 heure locale, fin à 19:51 pour une durée de jeu de 03:41 heures.
Temps ensoleillé, température de 84 °F (29 °C), vent de Sud-Est de 15 miles (24 km).
| QT          | Temps       | Drive       | Drive       | Drive       | Équipe      | Description de l'action | Score | Score   |
| QT          | Temps       | Jeux        | Yards       | TDP         | Équipe      | Description de l'action | #4 OU | #1 CLEM |
| ----------- | ----------- | ----------- | ----------- | ----------- | ----------- | --- | ----- | ------- |
| 1           | 11:06       | 10          | 75          | 03:44       | OU          | TD à la suite d'une course d'un yard par RB Samaje Perine + 1 point de conversion par kicker Austin Seibert                                   | 7     | 0       |
| 1           | 03:45       | 9           | 19          | 02:47       | CLEM        | FG de 26 yards par Greg Huegel | 7     | 3       |
| 2           | 12:45       | 7           | 96          | 02:09       | CLEM        | TD à la suite d'une course de 5 yards par QB Deshaun Watson + 1 point de conversion par kicker Greg Huegel                                    | 7     | 10      |
| 2           | 07:35       | 10          | 61          | 03:15       | CLEM        | FG de 36 yards par kicker Greg Huegel | 7     | 13      |
| 2           | 04:41       | 10          | 67          | 02:25       | OU          | FG de 22 yards par kicker Austin Seibert | 10    | 13      |
| 2           | 02:17       | 9           | 49          | 02:24       | CLEM        | FG de43 yards par kicker Greg Huegel | 10    | 16      |
| 2           | 01:34       | 4           | 76          | 00:43       | OU          | TD de 11 yards par TE Mark Andrews à la suite d'une réception de passe de QB Baker Mayfield + 1 point de conversion par kicker Austin Seibert | 17    | 16      |
| 3           | 10:51       | 12          | 75          | 04:09       | CLEM        | TD de 1 yard par RB Wayne Gallman + 1 point de conversion par kicker Greg Huegel                                                              | 17    | 23      |
| 3           | 04:07       | 4           | 70          | 01:21       | CLEM        | TD de 35 yards par WR H. Renfrow à la suite d'une réception de passe de QB D. Watson + 1 point de conversion par kicker Greg Huegel           | 17    | 30      |
| 4           | 10:48       | 9           | 50          | 04:40       | CLEM        | TD à la suite d'une course de 4 yards par RB Wayne Gallman + 1 point de conversion par kicker Greg Huegel                                     | 17    | 37      |
| Score final | Score final | Score final | Score final | Score final | Score final | Score final | 17    | 37      |

## Statistiques[1]
| Statistiques par Équipes               | Statistiques par Équipes | Statistiques par Équipes |
| Statistiques                           | OU                       | CLEM                     |
| -------------------------------------- | ------------------------ | ------------------------ |
| 1er downs                              | 24                       | 30                       |
| Conversion de 3e Down                  | 5/13                     | 9/19                     |
| Conversion de 4e Down                  | 0/1                      | 1/2                      |
| Jeux–yards                             | 76 jeux pour 378 yards   | 90 jeux pour 530 yards   |
| Yards à la course                      | 67                       | 312                      |
| Yards à la passe                       | 311                      | 218                      |
| Passes : Réussies-Tentées-Interceptées | 26/43, 2 Ints.           | 17/32, 1 Int.            |
| Réussite en zone rouge/chances         | 3/4                      | 5/6                      |
| TD                                     | 2                        | 4                        |
| Field Goals                            | 1/1                      | 3/4                      |
| Sacks (Nombre-Yards gagnés)            | 2 pour 8 yards gagnés    | 5 pour 45 yards gagnés   |
| Fumbles (Nombre/Perdus)                | 0/0                      | 1/0                      |
| Pénalités (Nombre/Yards perdus)        | 5 pour 65 yards perdus   | 5 pour 40 yards perdus   |
| Temps de possession                    | 24:45                    | 35:15                    |

| Meilleurs Joueurs (MVPs) | Meilleurs Joueurs (MVPs) | Meilleurs Joueurs (MVPs) | Meilleurs Joueurs (MVPs) |
| ------------------------ | ------------------------ | ------------------------ | ------------------------ |
| Systèmes                 | Nom                      | Équipe                   | Poste                    |
| Attaque                  | Deshaun Watson           | Clemson                  | QB                       |
| Défense                  | Ben Boulware             | Clemson                  | LB                       |

| Statistiques Individuelles | Statistiques Individuelles | Statistiques Individuelles                    |
| -------------------------- | -------------------------- | --------------------------------------------- |
| Quaterbacks                |                            |                                               |
| OU                         | Baker Mayfield             | 24/41, 311 yards, 1 TD, 2 Ints, 5 sacks subis |
| CLEM                       | Deshaun Watson             | 16/31, 187 yards, 1 TD, 1 Int., 1 sack subi   |
| Meilleurs Coureurs         |                            |                                               |
| OU                         | Samaje Perine              | 15 courses pour 58 yards, 1 TD                |
| CLEM                       | Wayne Gallman              | 26 courses pour 150 yards et 2 TDs            |
| Meilleurs Receveurs        |                            |                                               |
| OU                         | Sterling Shepard           | 7 réceptions pour 87 yards, 0 TD              |
| CLEM                       | Artavis Scott              | 5 réceptions pour 63 yards, 0 TD              |
| Meilleurs Tackleurs        |                            |                                               |
| OU                         | Dominique Alexander        | 4 tackles en solo et 8 assistes               |
| CLEM                       | T.J. Green                 | 7 tackles en solo et 3 assistes               |